# Хотинська фортеця (заказник)
Хоти́нська форте́ця — ландшафтний заказник місцевого значення в Україні. Розташований у межах Хотинського району Чернівецької області, при північно-східній околиці міста Хотин, поруч з Хотинською фортецею. 
Площа 22 га. Статус надано згідно з рішенням 14-ї сесії обласної ради XXIV скликання від 10.06.2004 року, № 65-14/04. Перебуває у віданні Адміністрації держ. архітектурного заповідника «Хотинська фортеця». 
Статус надано з метою збереження мальовничого природного комплексу на правому березі річки Дністер. На території заказника розташований історико-архітектурний комплекс Хотинська фортеця, а також геологічні та геоморфологічні утворення. На схилах пагорбів та в ярах зростають різноманітні деревно-чагарникові та лікарські рослини.